# Bifolco
Bifolco è colui il quale bada al bestiame, in particolare quello bovino. I suoi compiti tradizionali erano l'esserne guardiano e curarne l'utilizzo nei lavori agricoli, in particolare nell'aratura, dove prima della diffusione della meccanizzazione agricola si impiegava in genere una coppia di buoi. Il nome deriva dal latino bubŭlcus, da cui la forma volgare bufulcus.
I bifolchi erano indispensabili nei lavori agricoli. Erano riuniti in leghe durante gli anni venti, prima dell'avvento del fascismo, come i contadini o gli operai; spesso facevano parte della locale Camera del Lavoro, con una sorta di orgoglio della loro mansione lavorativa, socialmente considerata molto umile. Nella classificazione ISTAT del 1936 il bifolco indicava, in quasi tutte le provincie italiane, un dipendente addetto al bestiame bovino con contratto annuale. Nel diritto agrario, il contratto che legava il bifolco con il proprietario prese il nome di boaria.
Pressoché scomparso l'allevamento di bovini da lavoro e non più usato il termine bifolco nelle stalle per i bovini da latte e da carne, oggi il termine bifolco si usa quasi solo come spregiativo, sinonimo di ignorante, zoticone, screanzato.

## Astronomia
Bifolco è un altro nome della costellazione di Boote. Secondo la tradizione mitologica che risale ad Arato, si tratta del mandriano Arcade assunto in cielo e trasformato in costellazione.
La sua stella α è Arturo, una delle più luminose del cielo.

## Poesia
Omero considera quello del bifolco il più basso gradino umano. Ma Achille, visitato nell'Ade da Ulisse, dice:
Io pria torrei 

Servir bifolco per mercede, a cui 

Scarso e vil cibo difendesse i giorni, 

Che del Mondo defunto aver l'impero
Il disprezzo che il mondo antico aveva per le attività manuali, si stempera nel filone Arcade. Ad esempio il canto funebre di Bione bifolco amoroso di Mosco tradotta dal greco da Giacomo Leopardi.
In Dante il termine è usato in senso negativo: ricordando il mito degli Argonauti descrive come evento che suscita meraviglia quando Giasone ara il terreno con i buoi come un bifolco.
Ma persino nell'Arcadia delle vaghe montanine pastorelle il Crescimbeni conserva un concetto di rozzezza per i bifolchi.